# John Thomas (koszykarz ur. 1976)
John „Mookie” Thomas III (ur. 10 listopada 1976 w Nowym Jorku) – amerykański koszykarz, występujący na pozycji rozgrywającego.
W 2003 roku wziął udział w sportowym reality show, emitowanym przez stację T-Line TV – Street Skillz. Przedstawiano w nim zawody streetballowe z udziałem siedmiu różnych drużyn. Po każdym spotkaniu wybierano najlepszego zawodnika zawodów – MVP. Najlepsze zespoły awansowały do New York City Final Four, gdzie czołowi gracze walczyli jednocześnie o główną nagrodę MVP oraz kontrakt w lidze USBL. Zwycięzcą turnieju została drużyna Thomasa, a on sam laureatem głównej nagrody.
W sezonie 2004/2005, podczas przegranego 83-94 spotkania z Prokomem Trefl Sopot, ustanowił nadal aktualny rekord play-off PLK (odkąd wprowadzono oficjalne statystyki w sezonie 1998/99), notując 9 strat.

## Osiągnięcia
NCAA
- 2-krotnie zaliczony do II składu All-NEC (1997, 1998)[3]

Drużynowe
- Mistrz:
  - Anglii (2002)[4]
  - Jordanii (2008)[5]
  - Egiptu (2009)[5]
- Zdobywca BBL Thophy (2002)[4]
- 3. miejsce w Pucharze WABA (2008)

Indywidualne
- MVP:
  - sezonu zasadniczego BBL (2002)[4]
  - finałów BBL Thophy (2002)
- Uczestnik:
  - meczu gwiazd PLK (2005)[6]
  - BBL All-Star Game (2002)[4]
  - All-Star Game Bundesligi (2004)[7]
- Lider:
  - PLK w przechwytach (2005)
  - USBL w przechwytach (2006)
  - BBL w asystach (2003)
  - IBA w przechwytach (2001)[8]
- Zaliczony do składów:
  - All-BBL Team (2002)[4]
  - All-USBL Defensive Team (2006)